# Projet pluridisciplinaire à caractère professionnel
 (janvier 2023).
Si vous disposez d'ouvrages ou d'articles de référence ou si vous connaissez des sites web de qualité traitant du thème abordé ici, merci de compléter l'article en donnant les références utiles à sa vérifiabilité et en les liant à la section « Notes et références ».
 (janvier 2023).
Le projet pluridisciplinaire à caractère professionnel (PPCP) est un dispositif pédagogique [Où ?] qui consiste à faire acquérir des savoirs et/ou des savoir-faire à partir d'une réalisation concrète, c'est-à-dire un projet, liée à des situations professionnelles. Le PPCP est présent depuis [Quand ?] dans toutes les formations conduisant aux CAP et aux baccalauréats professionnels.

#### Texte réglementaires
- Bulletin Officiel de l'Éducation Nationale, « Le projet pluridisciplinaire à caractère professionnel, circulaire n°2000-094 », sur education.gouv.fr, 29 juin 2000

- Bulletin Officiel de l'Éducation Nationale, « Organisation administrative et responsabilités dans le cadre du PPCP, circulaire N°2001-172 », sur education.gouv.fr, 13 septembre 2001

- Bulletin Officiel de l'Éducation Nationale, « L'organisation et les horaires applicables en PPCP (formations sous statut scolaire), arrêté relatif aux CAP », sur education.gouv.fr, 24 avril 2002

- Bulletin Officiel de l'Éducation Nationale, « Arrêté relatif aux baccalauréats professionnels », sur education.gouv.fr, 17 juillet 2001

#### Ouvrages et articles
- Aziz Jellab, Sociologie du lycée professionnel : L'expérience des élèves et des enseignants dans une institution en mutation, Presses Universitaires du Mirail, 2008
- Direction de l'enseignement scolaire, Le projet pluridisciplinaire à caractère professionnel, Centre national de documentation pédagogique, 2002
- Michel Aublin et Michel LEROY, Le projet pluridisciplinaire à caractère professionnel et l'éducation civique, juridique et sociale en lycée professionnel, Ministère de l'éducation nationale, 2002 (lire en ligne)
- Alain Crindal, Marie-Françoise Guillaume, Anne-Marie Hartoin et Béatrice Jouin, « Quel processus de structuration des connaissances au cours du projet pluridisciplinaire à caractère professionnel en lycée professionnel ? », Aster - Recherches en didactique des sciences expérimentales,‎ 2004